# Aleksandar Radosavljević (Fußballspieler, 1979)
Aleksandar Radosavljević (* 25. April 1979 in Kranj, SFR Jugoslawien) ist ein ehemaliger slowenischer Fußballspieler.

## Karriere

### Verein
Radosavljević begann 1998 seine Profikarriere beim Heimatverein ND Triglav Kranj. Auf Anhieb schaffte es der Defensivspieler in die Stammelf des Klubs. Bereits zur Folgesaison wechselte er zum Erstligisten Publikum Celje, für die er in den kommenden drei Jahren spielen sollte. Auch hier entwickelte er sich zu einem Spieler für die Startelf. Im Sommer 2002 wagte Radosavljević den Wechsel ins Ausland. Damals verpflichtete ihn der russische Verein Schinnik Jaroslawl. Beim Aufsteiger in die Premjer-Liga kam der Mittelfeldspieler im ersten Jahr nur schwer zu Spieleinsätzen. Aus diesem Grund entschied man ihn 2003 für ein halbes Jahr in seine Heimat an ND Mura 05 zu verleihen. Nach seiner Rückkehr zu Jaroslawl kam Radosavljević besser zurecht und sammelte nötige Spielminuten. 2006 stieg die Mannschaft als Tabellensechzehnter in die 1. Fußball-Division, also zweite Liga, ab. Radosavljević blieb dem Klub erhalten und man schaffte den sofortigen Wiederaufstieg. Nach diesem Erfolg trennte sich der Slowene vom Klub und schloss sich Ligakonkurrent Tom Tomsk an. In zwei Jahren verhalf er dem Team zum Klassenerhalt in Russlands höchster Spielklasse. Im Winter 2009/10 entschied sich Radosavljević beim griechischen Klub AE Larisa einen Vertrag zu unterzeichnen. Mit dem Klub erreichte er zu Saisonende den zehnten Platz in der Super League. Nach einem halben Jahr in Larisa wechselte er in die Niederlande zu ADO Den Haag, wo er zunächst für eine Saison unterschrieb.

### Nationalmannschaft
Erstmals in die Nationalmannschaft Sloweniens berufen, wurde Radosavljević 2002. Zuvor spielte er bereits in der U21 des Landes. Sein Debüt für die A-Elf gab der Mittelfeldspieler am 7. September 2003 im EM-Qualifikationsspiel gegen Malta. Dabei wurde Radosavljević in der 85. Minute für Milenko Ačimovič eingewechselt. Im Mai 2010 nominierte ihn Nationaltrainer Matjaž Kek für den Kader zur Weltmeisterschaft 2010 in Südafrika, nachdem sich das Team über Qualifikation und Relegation qualifiziert hatte. In den zehn entscheidenden Spielen zur Qualifikation wurde Radosavljević fünf Mal eingesetzt. Dabei gelang ihm beim 5:0-Sieg, am 12. August 2009, über San Marino, sein bisher einziger Treffer im Trikot seines Heimatlandes.

## Erfolge
- Russischer Zweitligameister mit Schinnik Jaroslawl: 2007